# Jacques Offenbach
Jacques Offenbach (Köln, 20. lipnja 1819. – Pariz, 5. listopada 1880.), njemačko-francuski skladatelj.
Svojim velikim, parodističkim operetama, prožetim neodoljivo privlačnom melodikom i poletnom ritmikom kankana, galopa, kadrile i valcera, izgradio je prototip francuske operete. Skladao je sto i dva scenska djela među kojima se ističu operete "Orfej u podzemlju", "Lijepa Helena" i "Pariški život" te romantička fantastična opera "Hoffmannove priče".